# Chiesa di San Martino (Follo, Bastremoli)
La chiesa di San Martino è un luogo di culto cattolico situato nella frazione di Bastremoli nel comune di Follo, in provincia della Spezia. La chiesa è sede della parrocchia omonima del vicariato dell'Alta Val di Magra della diocesi della Spezia-Sarzana-Brugnato.

## Storia e descrizione
La chiesa di San Martino venne riedificata nel 1650 sui resti di un preesistente edificio del XII secolo, ulteriormente modificata nel Settecento con la costruzione del campanile di varie decorazione e ampliata nel 1880 con la costruzione di due navate laterali e abbellita con pilastri, cornici e decorazioni di carattere neoclassico.
In origine era probabilmente dipendente dalla parrocchia di San Leonardo di Follo Alto, ma si ha notizia di un parroco, don Leonardo, il quale resse la parrocchia dal 1561 al 1565.
Consacrata ufficialmente dal vescovo di Luni-Sarzana Giovanni Battista Salvago il 18 giugno 1632, la sua elevazione a parrocchia indipendente si ufficializzò nel 1838.
Oltre al pregevole portale presentante formelle in bronzo, custodisce all'interno i dipinti dell'Assunzione (XVII secolo), dell'Annunciazione (XVIII secolo) e della Madonna col Bambino (XVIII secolo).